# Mása meséi
A Mása meséi (eredeti cím: Машины сказки) 2011-ben indult orosz televíziós 2D-s / 3D-s számítógépes animációs sorozat, amelynek a rendezője Oleg Kuzovkov. Az animációs játékfilm gyártója az Animaccord Animation Studio. A tévéfilmsorozat a Mása és a medve című sorozat spin-offja. Műfaja filmvígjáték- és kalandfilmsorozat. Oroszországban 2011. február 23-ától a Rosszija 1 és a Karuszel vetíti, Magyarországon 2018. április 2-ától a Kiwi TV sugározza.

## Ismertető
A sorozat főhőse a jól ismert Mása, aki a Mása és a medve című sorozat főszereplője is. Mása ebben a mesefilmsorozatban Babának, a játékbabájának és Macinak, a játékmacijának mesél el híres klasszikus meséket.

## Szereplők
- Mása – A sorozat főszereplője, aki ebben a mesében híres klasszikus meséket mesél Babának, a játékbabájának és Macinak, a játékmacijának. (Magyar hang: Szűcs Anna Viola)
- Baba – Mása játékbabája, akinek Mása híres klasszikus meséket mesél.
- Maci – Mása játékmacija, akinek Mása híres klasszikus meséket mesél.

## Epizódok
| #   | Magyar cím                 | Angol cím                         | Eredeti cím                | Magyar premier    | Eredeti premier   |
| --- | -------------------------- | --------------------------------- | -------------------------- | ----------------- | ----------------- |
| 1.  | A farkas és a hét kis gida | The Wolf and the Seven Young Kids | Волк и семеро козлят       | 2018. április 2.  | 2011. február 23. |
| 2.  | A varázslatos hattyúutak   | The Magic Swan Geese              | Гуси-лебеди                | 2018. április 2.  | 2011. március 2.  |
| 3.  | A róka és a nyúl           | The Fox and the Rabbit            | Лиса и заяц                | 2018. április 2.  | 2011. március 9.  |
| 4.  | Piroska és a farkas        | Red Riding Hood                   | Красная Шапочка            | 2018. április 3.  | 2011. március 16. |
| 5.  | Fagyapó                    | Father Frost                      | Морозко                    | 2018. április 3.  | 2011. március 23. |
| 6.  | A farkas és a róka         | The Wolf and the Fox              | Волк и лиса                | 2018. április 3.  | 2011. március 30. |
| 7.  | Levelek és gyökerek        | The Tops and the Roots            | Вершки и корешки           | 2018. április 4.  | 2011. április 6.  |
| 8.  | A békahercegnő             | The Frog Princess                 | Царевна-лягушка            | 2018. április 4.  | 2012. február 22. |
| 9.  | A hóleányka                | The Snow Maiden                   | Снегурочка                 | 2018. április 4.  | 2012. február 29. |
| 10. | Hüvelyk Matyi              | Tom Thumb                         | Мальчик-с-пальчик          | 2018. április 5.  | 2012. május 1.    |
| 11. | Icipici Havrocseszka       | Wee Little Havroshechka           | Крошечка-хаврошечка        | 2018. április 5.  | ?                 |
| 12. | A szalmaborjú              | The Straw Bull-Calf               | Бычок смоляной бочок       | 2018. április 5.  | ?                 |
| 13. | A három kismalac           | Three Little Pigs                 | Три поросенка              | 2018. április 6.  | ?                 |
| 14. | A bátor kis szabólegény    | The Valiant Little Tailor         | Храбрый портняжка          | 2018. április 6.  | ?                 |
| 15. | Ali Baba                   | Ali Baba                          | Али-Баба                   | 2018. április 6.  | ?                 |
| 16. | Hamupipőke                 | Cinderella                        | Золушка                    | 2018. április 9.  | ?                 |
| 17. | A gólyakalifa              | Caliph Stork                      | Калиф-Аист                 | 2018. április 9.  | ?                 |
| 18. | Az égig érő paszuly        | Jack and the Beanstalk            | Джек и бобовое зернышко    | 2018. április 9.  | ?                 |
| 19. | A kis kondás               | The Swineherd                     | Свинопас                   | 2018. április 10. | ?                 |
| 20. | Kékszakáll                 | Bluebeard                         | Синяя борода               | 2018. április 10. | ?                 |
| 21. | A három kívánság           | By The Pike's Wish                | По щучьему велению         | 2018. április 10. | ?                 |
| 22. | A róka és a sodrófa        | The Fox and the Rolling Pin       | Лисичка со скалочкой       | 2018. április 11. | ?                 |
| 23. | A fejszekása               | Axe Porridge                      | Каша из топора             | 2018. április 11. | ?                 |
| 24. | Ki tudja hova megyek?      | Go I Know not Whither             | Пойди туда не знаю куда    | 2018. április 11. | ?                 |
| 25. | Az aranykakas              | The Golden Cockerel               | Петушок - Золотой гребешок | 2018. április 12. | ?                 |
| 26. | A púpos lovacska           | The Humpbacked Horse              | Конёк-горбунок             | 2018. április 12. | ?                 |
| 27. |                            |                                   |                            |                   |                   |
| 28. |                            |                                   |                            |                   |                   |
| 29. |                            |                                   |                            |                   |                   |
| 30. |                            |                                   |                            |                   |                   |